# Deuce
Aron Erlichman (Los Angeles, Kalifornija, 2. ožujka 1983.), poznatiji pod svojim umjetničkim imenom Deuce (Tha Produca/The Producer), je američki glazbeni producent, pjevač, tekstopisac i reper. Slavu je postigao kao producent i pjevač te kao jedan od osnivača rap rock sastava Hollywood Undead. Nakon što je "napustio" Hollywood Undead, usredotočio se na solo karijeru (producentska kuća Five Seven Music [u sklopu Eleven Seven Music]). Također, Deuce je s reperom The Truthom (Vardanom Aslanyanom) pokrenuo "glazbeni pokret" Nine Lives (9LIVES, IX LIVES), dok se njihovi sljedbenici često nazivaju s9ldiers. Datuma 24. travnja 2012. izdao je svoj debut album pod nazivom Nine Lives koji je u svom prvom tjednu bio prodan u 11 425 primjeraka. Deuce je tijekom svoje solo karijere surađivao s glazbenicima kao što su Marc Bosserman (singl Together), Ronnie Radke (Who can stop us now), BrokeNCYDE (Never back down, Fuck that), Blood on the Dance Floor (We're takin' over, Rise and shine), Eskimo Callboy (Jagger Swagger), From Ashes to New (The last time) i mnogi drugi.

## Biografija
Aron Erlichman rođen je 2. ožujka 1983. (dob 33) u Los Angelesu, Kalifornija kao prvo dijete Rite i Alexandra Erlichmana. Ima mlađu sestru Arinu Chloe Baker te je židovske vjeroispovjesti. Visok je 175cm (5'9'').
Od malih nogu družio se s Jorelom Deckerom, s kojim je i osnovao Hollywood Undead.
Bio je u vezi s Angie, Sarah i Athinom te s djevojkom koja je poginula u automobilskoj nesreći. Njoj je posvetio pjesmu Circles. 
(https://www.youtube.com/watch?v=gjg6vhu0bNU)

## Povijest[1][2]

### Početci
Rock glazbom počeo se baviti s 22 godine (2005.) te je napisao nekoliko pjesama pod svojim rodnim imenom, a ne pod pseudonimom Deuce (Franny, Surface Air, Breaking Through i Sometimes). Te pjesme je objavio na Broadjamu te ih uvrstio na svoj prvi EP pod nazivom The Aron EP. Kasnije je s Jorelom Deckerom i Jeffom Phillipsom osnovao sastav Hollywood Undead koji ga je proslavio. U sastavu je do 2010., odnosno do njegovog razilaska s bendom, imao ulogu glavnog vokala, tekstopisca i producenta. Godine 2012. objavio je još 3 pjesme iz razdoblja prije Hollywood Undeada (Far Away, Fallen Stone i Dreams).

### 3 Tears (2001. – 2005.)
Aron Erlichman je s Jorelom Deckerom (J-Dog), Georgeom Raganom (Johnny 3 Tears) i Jordonom Terrellom (Charlie Scene) osnovao sastav 3 Tears nešto prije izlaska prve pjesme koja je bila zastupljena na debut albumu Hollywood Undeada. Ime su preuzeli od japanske legende u kojoj je čovjek vođen drugom dvojicom prisiljen hodati po daski i skočiti u vodu, no umjesto da skoči sam, čovjek povuče i ostalu dvojicu sa sobom pa trojica zajedno postanu 3 suze (eng. 3 tears). Bend se raspao prije službenog osnivanja Hollywood Undeada, a na internetu nije objavljena niti jedna njihova pjesma.

### Hollywood Undead (2005. – 2010.)
Deuce je osnovao sastav Hollywood Undead zajedno s Jeffom Phillipsom i Jorelom Deckerom, s kojim je prijateljevao još od djetinjastva. Isprva je sastav nosio naziv The Kids (po istoimenoj pjesmi), a svoj su glazbeni rad objavljivali na društvenoj mreži MySpace gdje su slavu postigli zahvaljujući promociji Jeffree Star. Deuce se isprva predstavljao kao The Producer/Tha Produca što je kasnije skratio u jednostvano Deuce. U sastavu je zajedno s ostalim članovima (J-Dog, Charlie Scene, Funny Man, Johnny 3 Tears i Da Kurlzz) izdao Hollywood Undeadov debut album Swan Songs koji je u svom prvom tjednu završio na 22. mjestu Billboardovih 200. Tijekom 2009. i 2010. godine izdali su 2 EP-a: Swan Songs B-Sides EP i Swan Songs Rarities EP. 
Krajem 2009. Deuce je imao problema i nesuglasica s bendom pa je 2010. i napustio sastav. Obje strane, i Hollywood Undead i Deuce, različito prikazuju Deucov odlazak. Bend tvrdi da je bilo teško surađivati s Deucom te da, nakon što su odbili plaćati 800$ njegovom 'osobnom asistentu', Deuce je odbio otići na turneju s njima. Deuce, pak, kaže da je 'osobni asistent' zapravo Jimmy Yuma, Deucov suradnik koji se brinuo za sastavu opremu, te da ga je on osobno plaćao. Također je porekao da je odbio otići na turneju, već da je primio telefonski poziv u kojem mu je rečeno da se sastav raspao i da je turneja otkazana. Isto tako, rekao je da mu je sastav 'zabranio' da ima vlastiti Twitter račun pa da su mu poručili da, ako nastavi tweetati, neće moći na turneju. Zamijenio ga ge Daniel Rose Murillo (Danny), član sastava Lorene Drive i sudionik American Idola.
Iako se točno ne zna je li Deuce svojevoljno napustio sastav ili je bio izbačen, sa sigurnošću možemo reći da je i nakon razilaska s bendom ostao glazbenik hvale vrijedan.

### Solo karijera
Kada je 2008. Hollywood Undead potpisao s A&M/Octone, Deuce tvrdi da je i on sam potpisao ugovor kao samostalni glazbenik. Izdao je svoj prvi EP The Two Thousand Eight EP s 4 pjesme (The One, Gravestone, Hollyhood Vacation [ft. The Truth] i Deuce Dot Com) od kojih su sve zastupljene na Deucovom debut albumu Nine Lives, s time da su Deuce Dot Com i Hollyhood Vacation navedene kao bonus tracks. Pjesme su bile objavljene na iTunesu, ali nisu ostvarile uspjeh kakav je bio očekivan. 
U rujnu 2010. Deuce je imao svoj prvi solo nastup uživo. Nastupio je na Epicenter festivalu u Kaliforniji kao predgrupa za Eminema, Blink-182, Kiss, Bush i Rise Against.

#### The Call Me Big Deuce EP (2010. – 2011.)
U rujnu 2011. izdao je svoj drugi EP pod nazivom The Call Me Big Deuce EP koji je sadržavao 14 pjesama objavljenih u periodu od 2005. do 2011. Deuce je otkrio da mu je dopušteno stvarati remixove i mixtape-style pjesme koristeći već postojeću glazbenu pratnju (instrumental), a da pritom ne ostvaruje novčanu dobit pa su takve pjesme također zastupljene na Deucovom drugom EP-u (Here in LA [Alicia Keys: New York], You don't know [Eminem: You don't know], Ambitionz Az a Ridah [Tupac: Ambitionz Az a Ridah]...).

#### Nine Lives (2011. – 2013.)
Nine Lives je naziv za glazbeni pokret i skupinu glazbenika koji stvaraju, izvode i uživaju u glazbi. Primarno središte im je u Los Angelesu. Skupina Nine Lives je često navođena kao sastav koji prati Deuca u njegovoj solo karijeri. Članovi skupine su Deuce (2008.-danas), Jimmy Yuma (2008.-danas), Arina Chloe Baker (2010.-danas), Tye Gaddis (2010.-danas), James Kloeppel (2012.-danas) i Gadjet (2014.-danas). Glazbenici b.LaY i The Truth također su bili članovi Nine Livesa, ali su ga napustili 2013., odnosno 2014. godine. 
| ČLAN                   | ULOGA U SKUPINI              |
| ---------------------- | ---------------------------- |
| Deuce                  | glavni vokal, bas gitara     |
| Jimmy Yuma             | vodeća gitara, prateći vokal |
| Arina Chloe Baker      | vokal, klavijature           |
| Tye Gaddis             | bubnjevi, udaraljke          |
| James Kloeppel         | bas gitara                   |
| Anthony Gadjet Leonard | vokal, hype man              |

| BIVŠI ČLAN | ULOGA U SKUPINI |
| ---------- | --------------- |
| b.LaY      | vokal, hype man |
| The Truth  | vokal, hype man |

Istoimeni Deucov debut album pušten je u prodaju 24. travnja 2012. te je u svom prvom tjednu bio prodan u 11 425 primjeraka. Album ukupno traje 68 minuta i 30 sekundi, a zastupljene pjesme su snimljene u razdoblju od 2008. do 2011.
1. Let's Get It Crackin' (4:48)  https://vimeo.com/32788886
2. Help Me (4:17)  https://www.youtube.com/watch?v=Bg6meFrE-6c
3. America (4:05)  https://www.youtube.com/watch?v=-0kuosykX4g
4. I Came To Party (3:39)  https://www.youtube.com/watch?v=Ccz8vpRmd44
5. The One (3:35)  https://www.youtube.com/watch?v=Vm-asWH4UFo
6. Freaky Now (4:33)  https://www.youtube.com/watch?v=JRqV37xID_o
7. Nobody Likes Me (5:24)  https://www.youtube.com/watch?v=OMWYJu9JCN8
8. Walk Alone (3:20)  https://www.youtube.com/watch?v=oUTMF-i7-nE
9. 'Till I Drop (4:42)  https://www.youtube.com/watch?v=YmcBwzEHbvE
10. Gravestone (3:54)  https://www.youtube.com/watch?v=BDHSdXEC6oo
11. Now You See My Life (4:17)  https://www.youtube.com/watch?v=hQjFwwjl0uE

Bonus tracks na Nine Lives albumu su: Walk The Walk (iTunes), Deuce Dot Com, Don't Approach Me (Best Buy),  Hollyhood Vacation (F.Y.E.), Don't Speak Bitch (Europa) i Set It Off (Japan).
U svibnju 2012. godine Deuce je u svom trećem EP-u pod nazivom Deuce REMIXXXED EP objavio remixe nekih pjesama s albuma Nine Lives (America, Let's Get It Crackin' te The One, Gravestone i Circles kao bonus tracks).
Aronova sestra, Arina Chloe Baker, 17. listopada 2013. objavila je singl Will You Cry For Me u kojem refren pjeva njen brat (https://www.youtube.com/watch?v=qdYPgDy3OpM).
Deuce je sudjelovao na Uproar festivalu 2012. na Jägermeister pozornici zajedno s Redlight Kingom, In This Momentom i s Thousand Foot Krutch te je bio dio turneje Fight to Unite 2013 s Kottonmouth Kings, Dizzy Wrightom, Eskimo Callboyem i Snow tha Productom.
Godine 2013. izabran je za Novog glazbenika godine prema loudwireu. Pobijedio je konkurenciju u kojoj su bili Tremonti i Falling in Reverse. 

#### Invincible (2013.-danas)
Od 2012. Deuce je snimao pjesme koje ćemo slušati na albumu Invincible. No zbog problema s producentskom kućom Better Noise Records, album koji je trebao biti pušten u prodaju 31. listopada 2015., bit će službeno objavljen 2017. godine (album je zapravo trebao već biti u prodaji krajem 2016.). Invincible traje 60 minuta i 4 sekunde te je uklonjen s YouTubea već dva puta.
1. Bad Attitude (4:03)
2. My Buddy (Gimme That) (4:58)
3. Thank You (5:18)
4. Invincible (4:37)
5. Catch Me If You Can (4:11)
6. Pull Me Under (5:14)
7. Nightmare (4:21)
8. Miracle (5:02)
9. Look at Me Now (5:08)
10. It's Alright, It's Okay (5:07)
11. Do You Think About Me (5:31)
12. Famous (4:39)
13. Bleed (4:45)
14. My Buddy (Demo) (4:58)

Dana 28. ožujka 2014. Deuce je prvi put nastupao izvan Sjedinjenih Američkih Država održavši koncert u Moskvi (Rusija). Tamo je završio svoju turneju kojom je promovirao album Nine Lives te je objavio izlazak novog albuma (Invincible). Pjesma Nightmare je po prvi put izvedena upravo u Moskvi (https://www.youtube.com/watch?v=yQFwlRFkl5I). Zanimljivo je da je Deuce odlučio završiti Nine Lives turneju u Rusiji jer, kako tvrdi, ima ruske korijene.
Aron je poslovni partner svojem glazbenom suradniku Tye Gaddisu koji je započeo liniju odjeće PLRKLR.

## Glazbeni stil[2]
Deuce se bavi rap rock glazbom i hip hopom s elementima metal glazbe. U svojim pjesmama s jedne strane progovara o problemima u društvu, dok s druge strane opisuje izrazito seksualne i eksplicitne teme. 
Često je negativno kritiziran da je 'pun sebe' te da se to osjeti u njegovoj glazbi.

## Maske[3]

### Hollywood Undead
- siva maska s plavim linijama koje 'izlaze' iz očiju (suze) te s izolir-trakom ružičaste nijanse na području ustiju

### Swan Songs
- ista kao i prije, samo sa stiliziranijom izolir-trakom (tako da bolje prianja uz usta)

### TheCall Me Big DeuceEP
- okruglija siva maska s debljim linijama koje simboliziraju suze i s debljom izolir-trakom drugačije nijanse

### Nine Lives
Deuce u svakom spotu koristi drugu masku:
- Let's Get It Crackin': maska koja podsjeća na disko-kuglu (mirror ball mask)
- America: maska s dizajnom američke zastave; mogu se uočiti mrlje od krvi i rupe od metaka
- Help Me: gumena maska Georgea Busha s preuveličanim i karikiranim elementima
- I Came To Party: crvena maska u potpunosti obljepljena trakama na kojima piše DANGER

## Diskografija[1][2]

### Hollywood Undead
- Swan Songs (2008.)

### Solo karijera

#### Studio albumi
- Nine Lives (2012.)

- Invincible (2015.)

#### EP/Mixtapes
- The Aron EP (2005.)
- The Two Thousand Eight EP (2008.)
- The Call Me Big Deuce EP (2011.)
- Deuce REMIXXXED EP (2012.)

## Pjesme

### Neobjavljeno
- Lalala
- What's Up Now
- Where We're Rolling

### Suradnja

#### Arina Chloe
- Will You Cry For Me (2013.)

#### Blood on the Dance Floor
- Rise and Shine (2012.)
- We're Takin' Over (2014.)

#### BrokeNCYDE
- Fuck That (2014.)
- Never Back Down (2012.)

#### Eskimo Callboy
- Jagger Swagger (2014.)

#### Ronnie Radke
- Who Can Stop Us (2014.)

#### From Ashes to New
- The Last Time (2016.)

### Ostalo
- Just Pretend
- Nine Lives
- Together

## Popis izvora
1. 1 2  http://hollywoodundead.wikia.com/wiki/Deuce
2. 1 2 3  https://en.wikipedia.org/wiki/Deuce_(singer)
3. 1 2  http://hollywoodundead.wikia.com/wiki/Deuce